# Zoumalou
Zoumalou (chinesisch 走馬樓) ist eine archäologische Stätte bei der Stadt Changsha in der chinesischen Provinz Hunan. 
Dort wurden im Dezember 1996 die Schreibtäfelchen aus Bambus und Holz aus dem Wu-Reich der Zeit der Drei Reiche aus Zoumalou (chinesisch 走馬樓三國吳簡, Pinyin Zoumalou Sanguo Wu jian) entdeckt. Dieser überaus große und wertvolle Fund von 170.000 Schreibtäfelchen wurde als amtliche Dokumente des Kreises Changsha während der Regierungsperiode von Kaiser Sun Quan des Wu-Reiches in der Zeit der Drei Reiche (196–265) bestätigt.
Für die Erforschung der Geschichte und Systeme bezüglich Politik, Wirtschaft und Bodensteuern sowie Sozial- und Klassenbeziehungen in der Zeit der Drei Reiche und der Jin-Dynastie (265–420) liefert der Fund wichtige historische Materialien.